# Магеланов стридояд
Магелановият стридояд (Haematopus leucopodus) е вид птица от семейство Стридоядови (Haematopodidae).

## Разпространение
Видът е разпространен в Аржентина, Фолкландски острови и Чили.